# 汾阳文峰塔
37°14′38″N 111°48′32″E / 37.24389°N 111.80889°E
汾阳文峰塔位于中国山西省汾阳市文峰街道建昌村，是山西最高的砖塔，2006年被列为第六批全国重点文物保护单位。
汾阳文峰塔于明天启二年（1623年）由邑人朱之俊率众集资修建。塔为八角十三级楼阁式砖塔，高84.93米，逐级收分，塔室中空，底层可仰望顶层，塔身内外壁之间有阶梯逆时针向上。

文峰塔出现在2015年上映的贾樟柯导演的电影《山河故人》中。